# Mikey Graham
Mikey Graham (ur. 15 sierpnia 1972) – irlandzki piosenkarz, członek irlandzkiego boysbandu Boyzone.

## Życie prywatne
Mikey urodził się jako ósme dziecko w rodzinie Graham'ów, ma sześć sióstr i jednego brata. Jako dziecko uczęszczał do St David’s CBS school w Dublińskiej dzielnicy Artane.
16 sierpnia 2004 poślubił Karen Corradi. 17 marca 2006 na świat przyszła ich córka Sienna Nicole. Graham ma jeszcze jedną córkę Hannah (ur. 30 sierpnia 1996) z poprzedniego związku z Sharon Keane.

## Dyskografia solo

### Albumy
- Meet Me Halfway (2001)

### Single
- "You're My Angel" (2000) #13 UK
- "If You'd Only... (Make Up Your Mind)" (2000)
- "You Could Be My Everything" (2001) #62 UK